# 2011年12月10日月食
| 月全食 2011年12月10日                      | 月全食 2011年12月10日 |
| ------------------------------------------ | --------------------- |
| 新加坡的月全食，時間為14:40（UTC）         |                       |
| 月球由右至左穿越地球的影子                 |                       |
| 序列 (次數和數目)                          | 135 (23/ 71)          |
| 持續時間(hr:mn:sc)                         |                       |
| 月全食                                     | 00:51:08              |
| 月偏食                                     | 3:32:15               |
| 半影月食                                   | 5:56:21               |
| 接觸                                       |                       |
| 半影食始                                   | 11:33:36 UTC          |
| 偏食始                                     | 12:45:43 UTC          |
| 全食始                                     | 14:06:16 UTC          |
| 食甚                                       | 14:31:49 UTC          |
| 全食終                                     | 14:57:24 UTC          |
| 偏食終                                     | 16:17:58 UTC          |
| 半影食終                                   | 17:29:57 UTC          |
| 顯示月球在金牛座的地球影子內每小時的移動。 |                       |

2011年12月的月食發生在2011年12月10日，是一次月全食，也是2011年第二次的月食，第一次是發生在同年6月15日的月全食。

## 可見地區
亞洲和澳洲可見全部過程，東歐可見月出帶食，北美洲可見月沒帶食。
| 這張模擬圖顯示在食甚時從月球表面中心點所能看見的地球。 | 在圖上顯示出可以看見這次月食的地區。 |

## 相關的月食

### 太陰年（354天）
這次的月食是只有4個日月食的短期序列。太陰年的序列是相隔12個太陰月或354天（比實際的一年退移約10天）。由於這種日期的移動，地球的影子將會較前面那一年西移約11度。
| 2009–2013年的月食序列 | 2009–2013年的月食序列 | 2009–2013年的月食序列 | 2009–2013年的月食序列 | 2009–2013年的月食序列 | 2009–2013年的月食序列 | 2009–2013年的月食序列 |
| 升交點                | 升交點                | 升交點                |                       | 降交點                | 降交點                | 降交點                |
| 沙羅                  | 發生 日期             | 類型圖                | 沙羅                  | 發生 日期             | 類型圖                |                       |
| --------------------- | --------------------- | --------------------- | --------------------- | --------------------- | --------------------- | --------------------- |
| 110                   | 2009年7月7日          | 半影月食              | 115                   | 2009年12月31日        | 月偏食                |                       |
| 120                   | 2010年6月26日         | 月偏食                | 125                   | 2010年12月21日        | 月全食                |                       |
| 130                   | 2011年6月15日         | 月全食                | 135                   | 2011年12月10日        | 月全食                |                       |
| 140                   | 2012年6月4日          | 月偏食                | 145                   | 2012年11月28日        | 半影月食              |                       |
| 150                   | 2013年5月25日         | 半影月食              |                       |                       |                       |                       |
|                       |                       |                       |                       |                       |                       |                       |
| 上一序列              | 2009年8月6日          | 2009年8月6日          | 上一序列              | 2009年2月9日          | 2009年2月9日          |                       |
|                       |                       |                       |                       |                       |                       |                       |
| 下一序列              | 2013年4月25日         | 2013年4月25日         | 下一序列              | 2013年10月18日        | 2013年10月18日        |                       |

## 圖集

### 整個過程

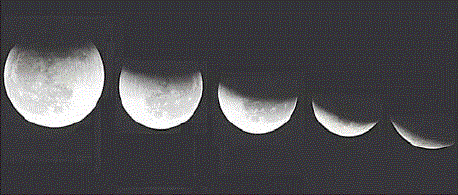
巴基斯坦拉瓦爾品第的月偏食過程
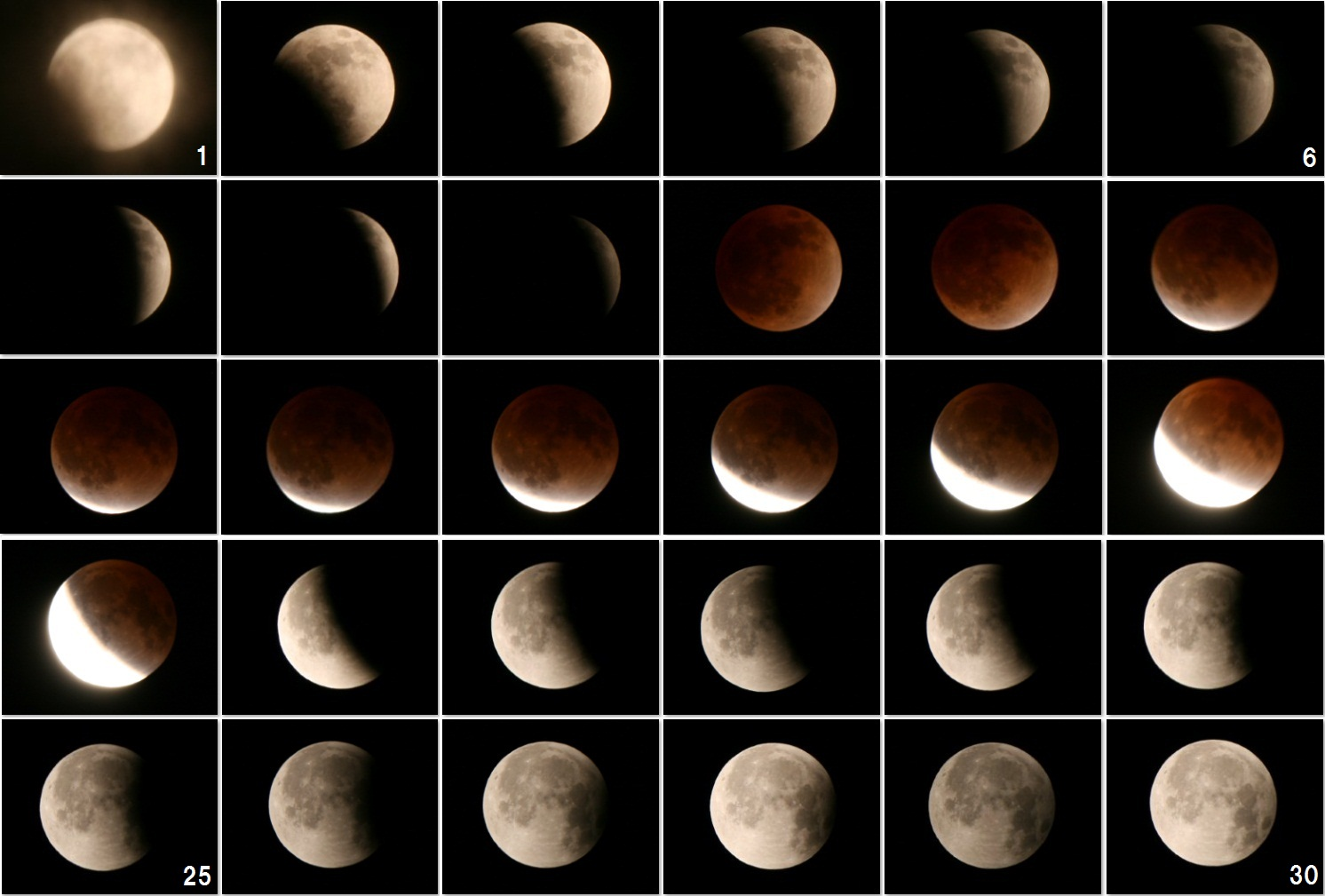
日本的月全食過程
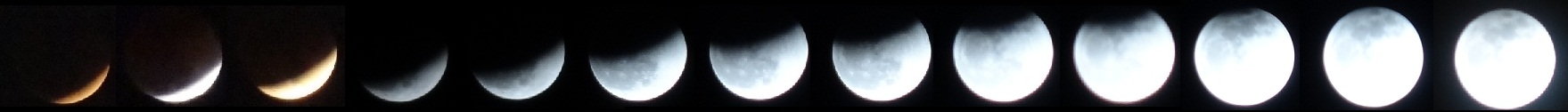
印度德里新德里的月偏食過程
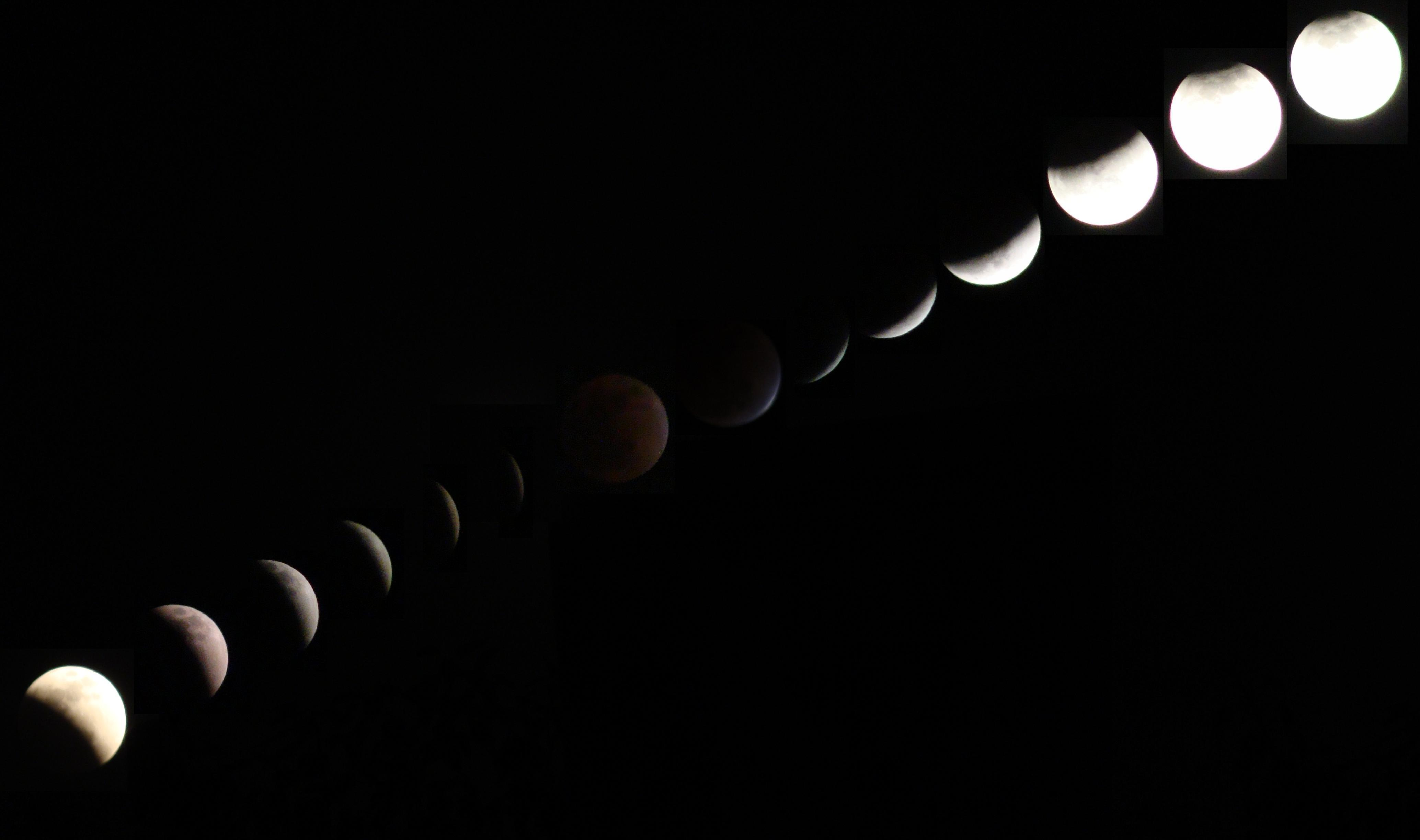
印度馬哈拉施特拉邦孟買的月全食過程
澳洲西澳大利亞州珀斯的月全食過程

### 單一圖片

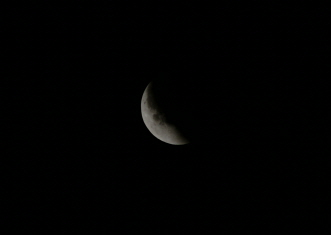
南韓首爾的月偏食
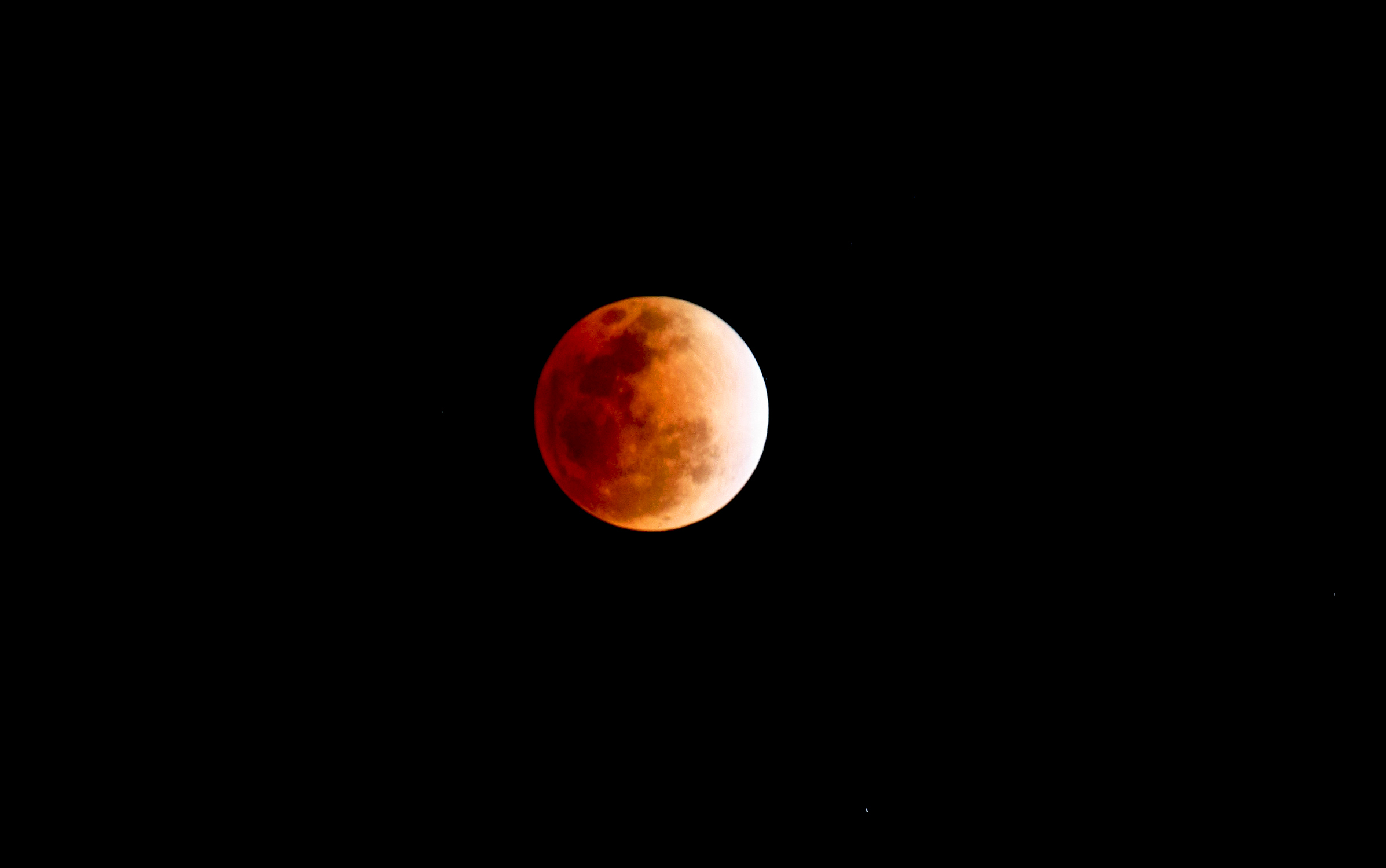
斯里蘭卡東部省拜蒂克洛區巴提卡洛阿的月全食
- 日本的月全食動畫
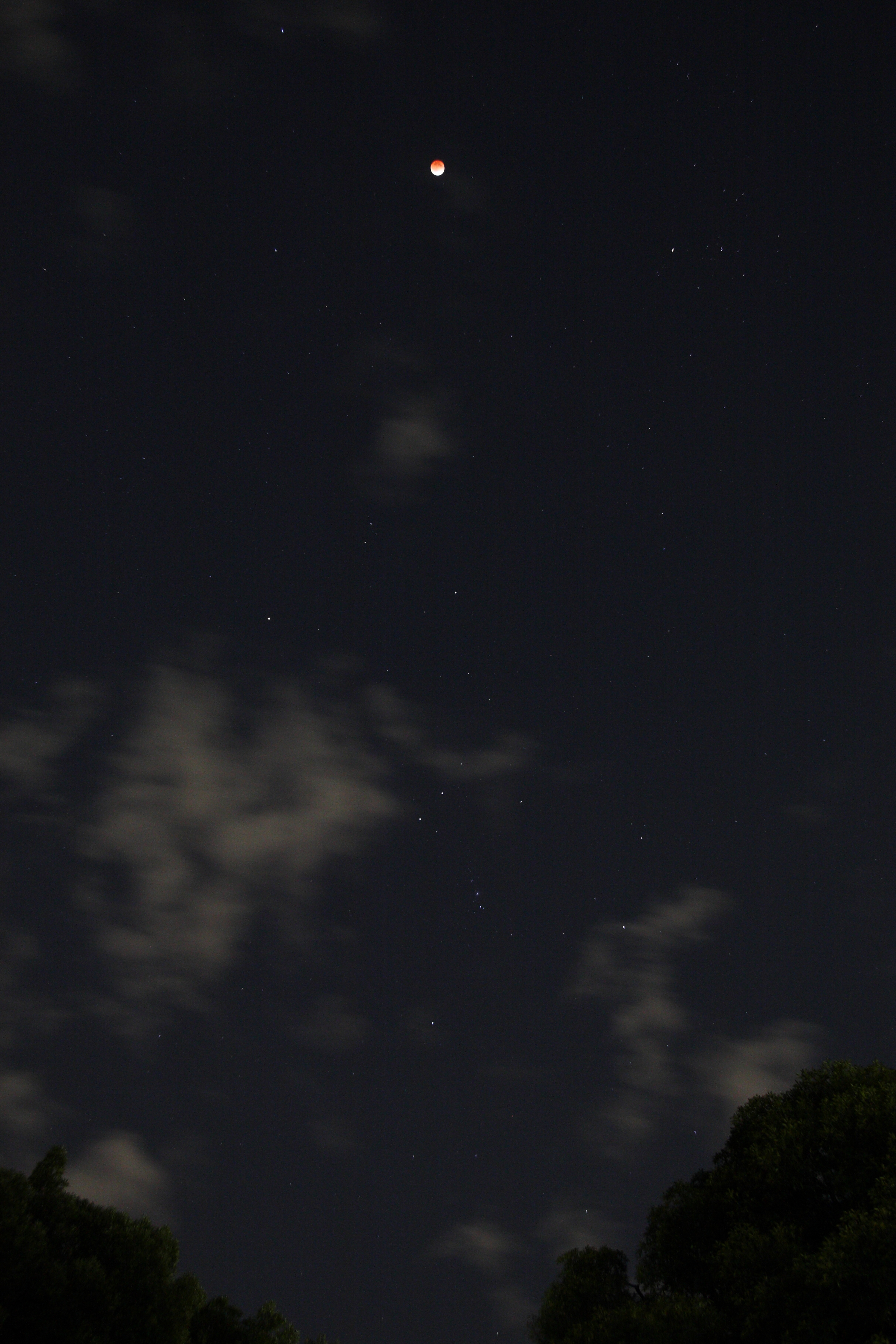
日本東京都世田谷區的月全食，圖中可見獵戶座，時間為14:42（UTC）
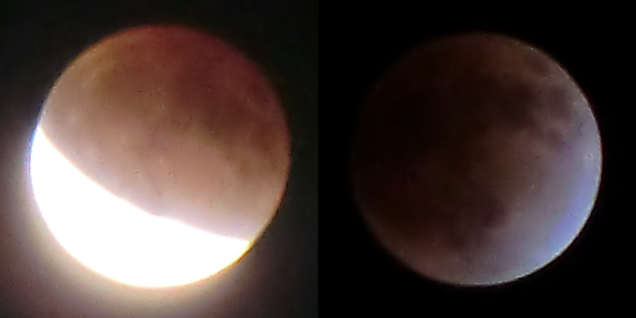
中國北京市的月全食
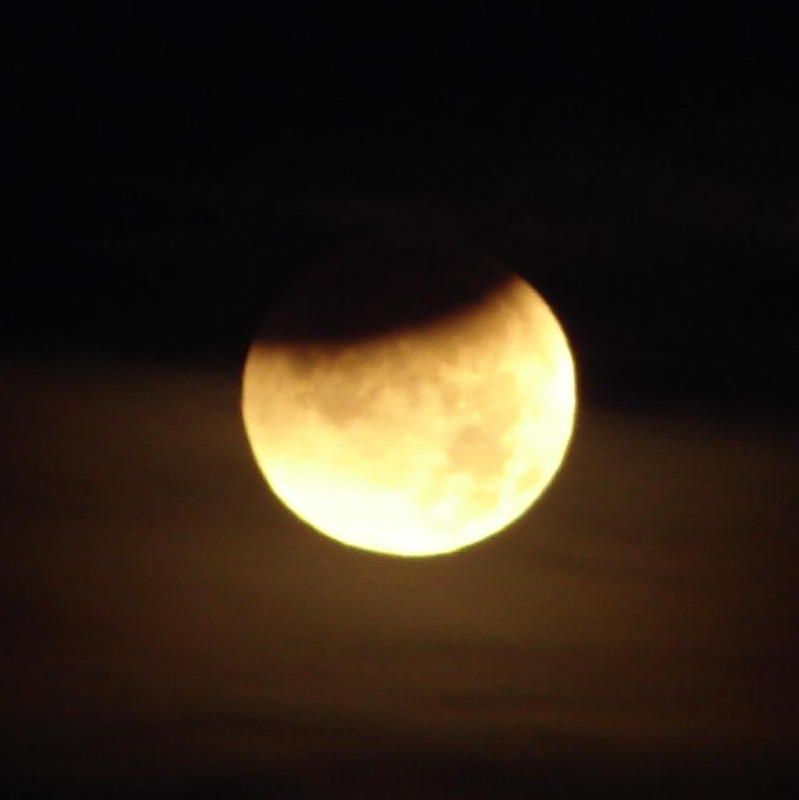
美國明尼阿波利斯的月偏食，時間為13:05:13（UTC）
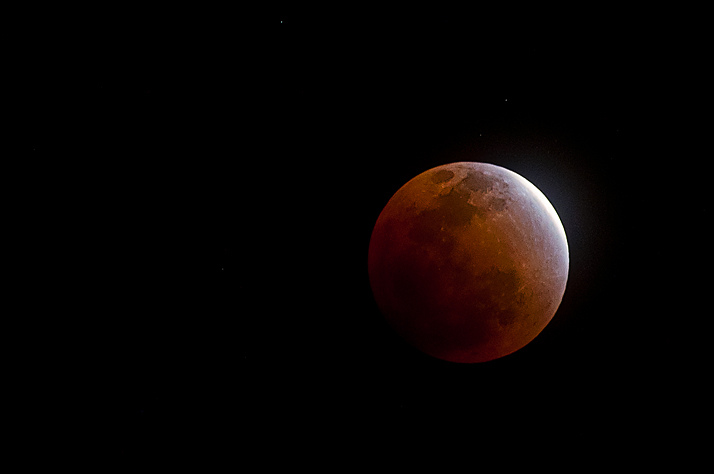
菲律賓內湖省的月偏食，時間為13:43（UTC）
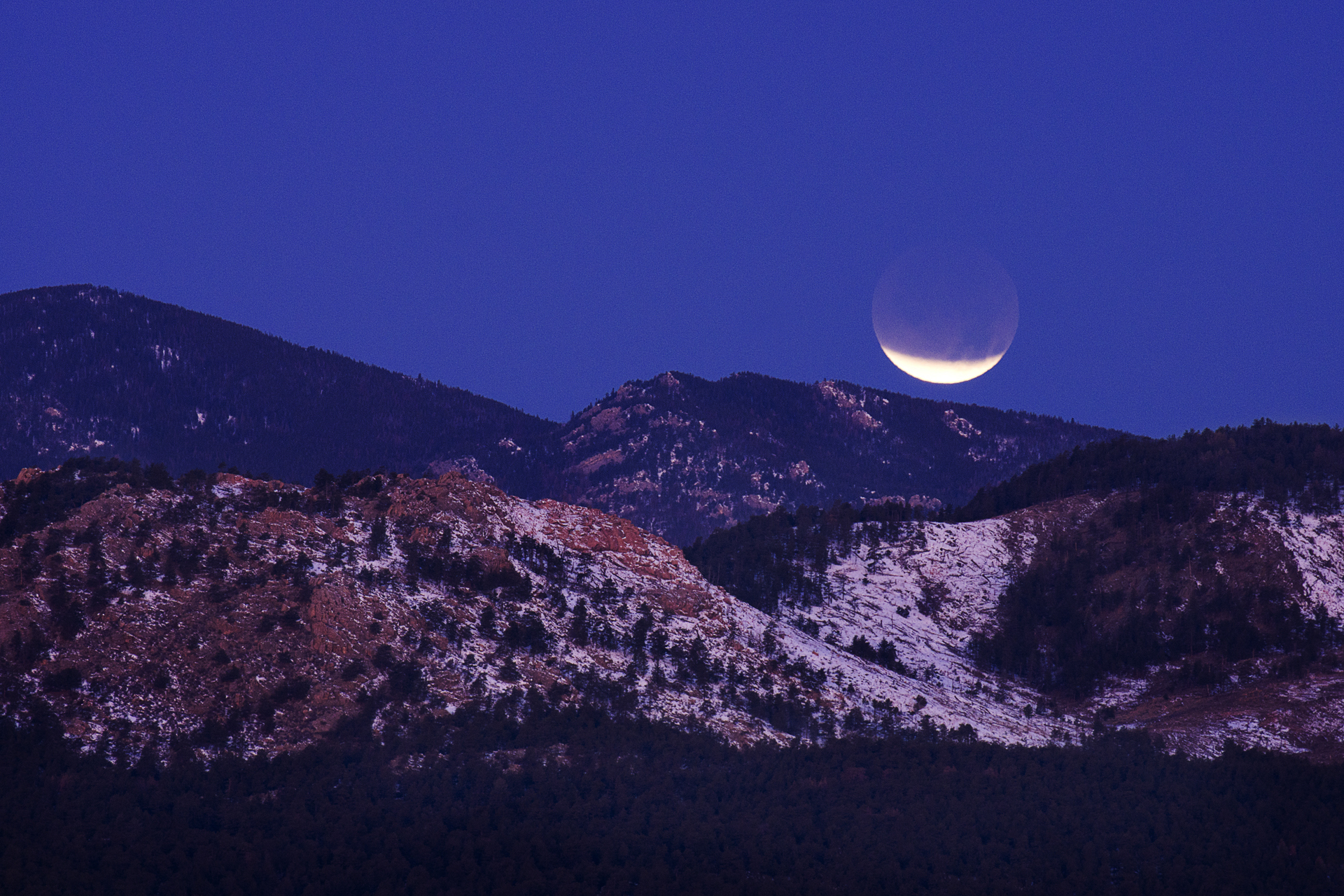
美國科羅拉多州拉里默爾縣拉夫蘭的月偏食，時間為13:49（UTC）
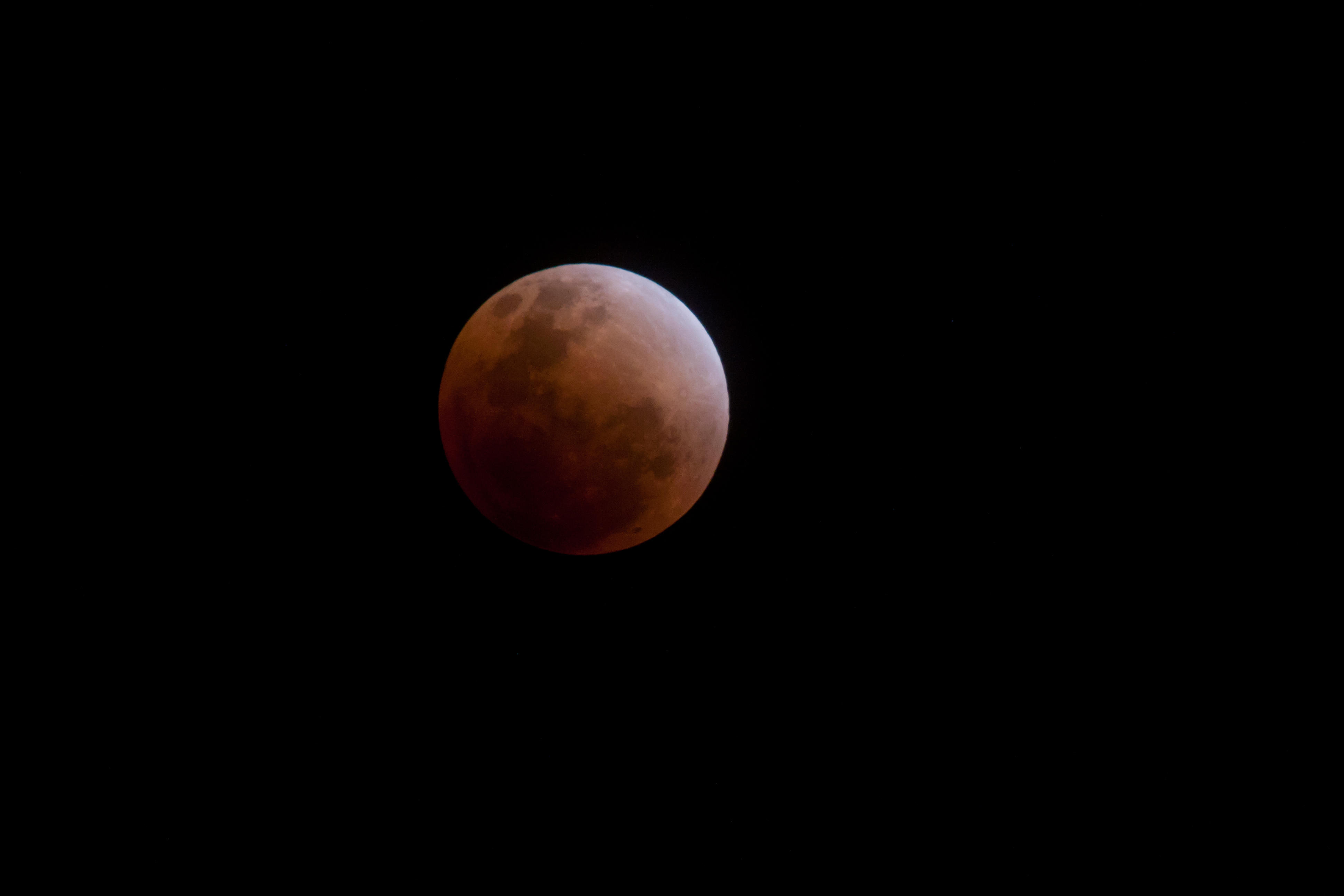
新加坡紅山的月全食，時間為14:10（UTC）
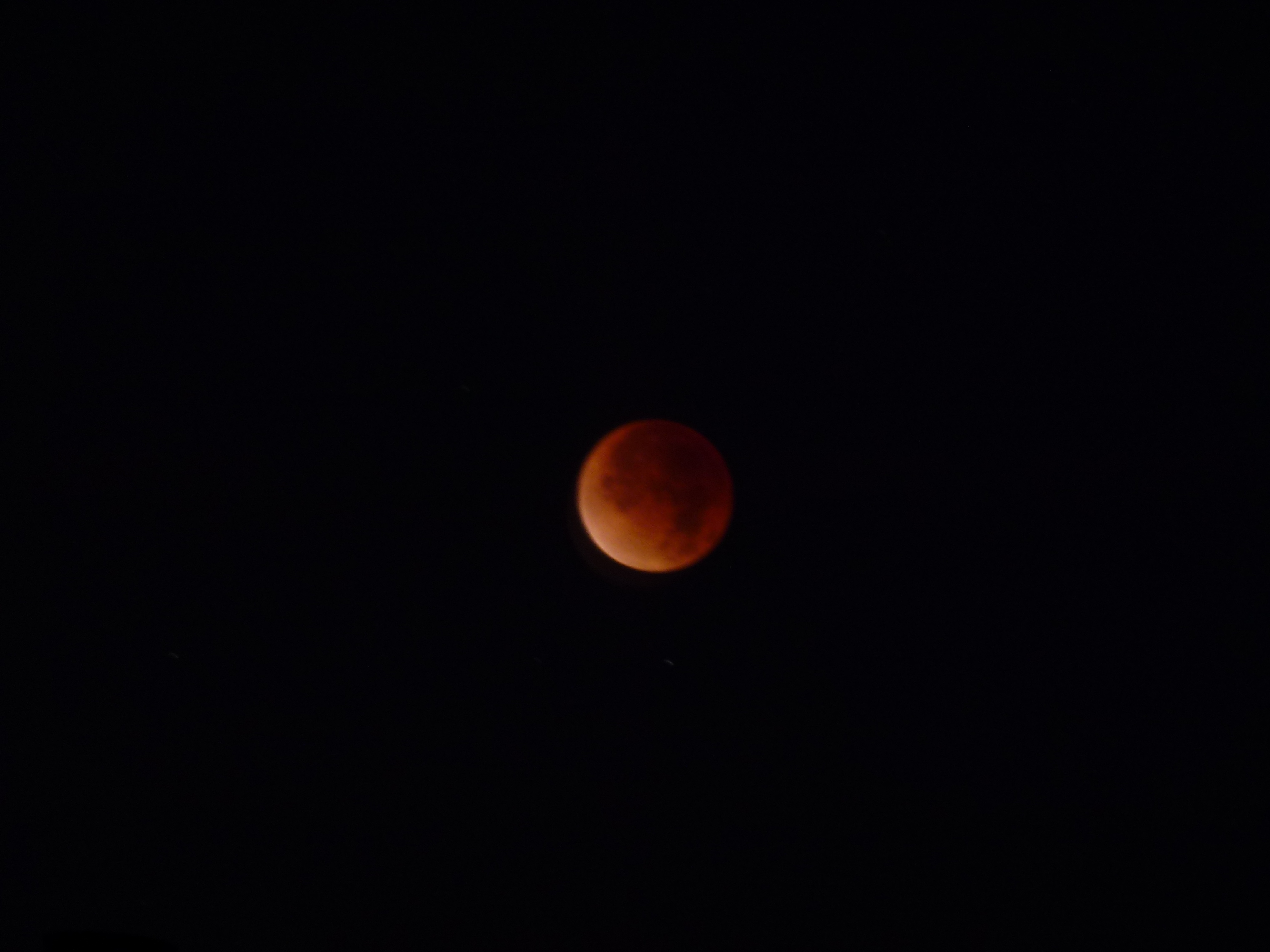
美國俄勒岡州傑克遜縣梅德福的月全食，時間為14:34（UTC）
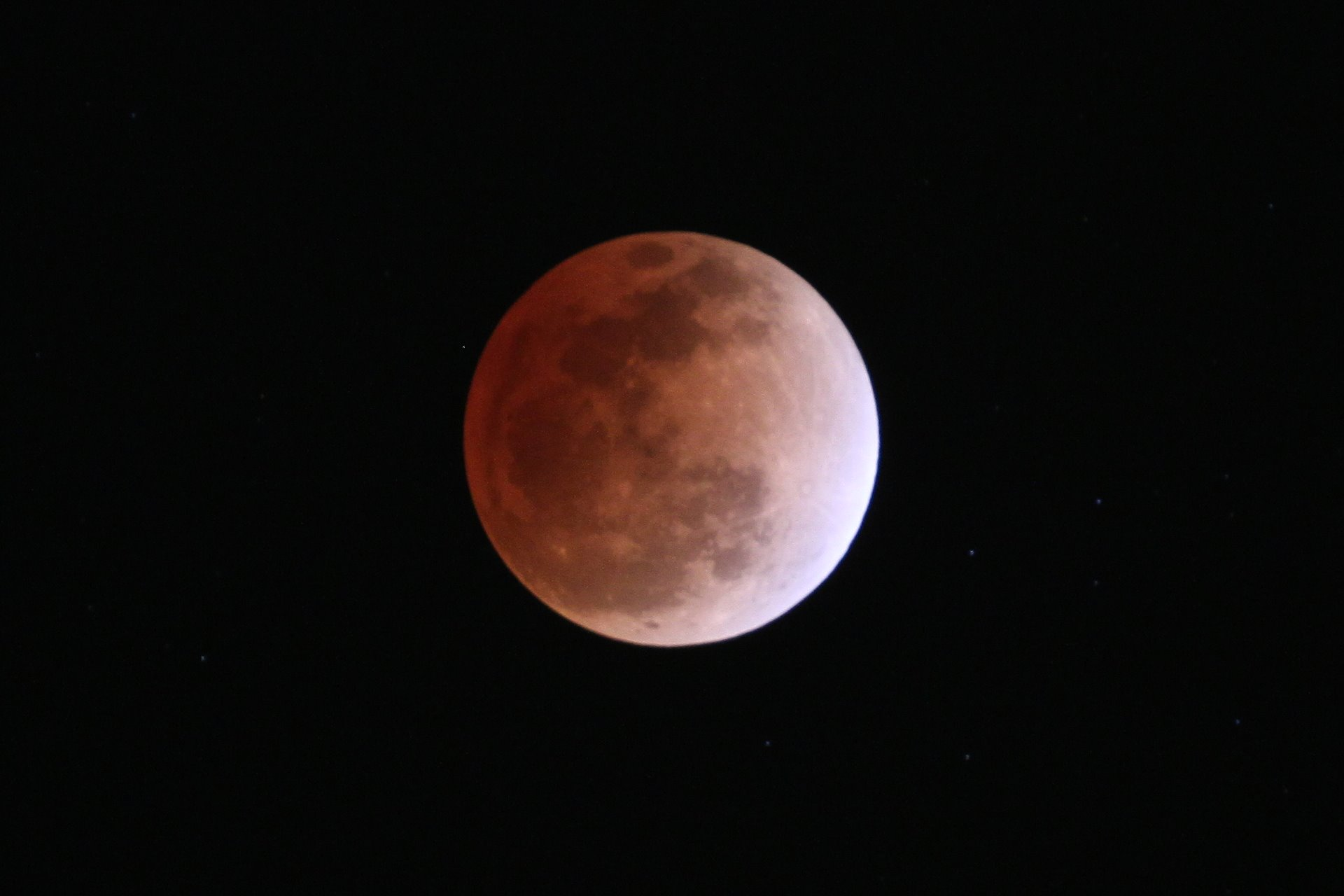
香港九龍觀塘區藍田的月全食，時間為14:47（UTC）
- 美國威斯康辛州戴恩縣麥迪遜的月偏食動畫
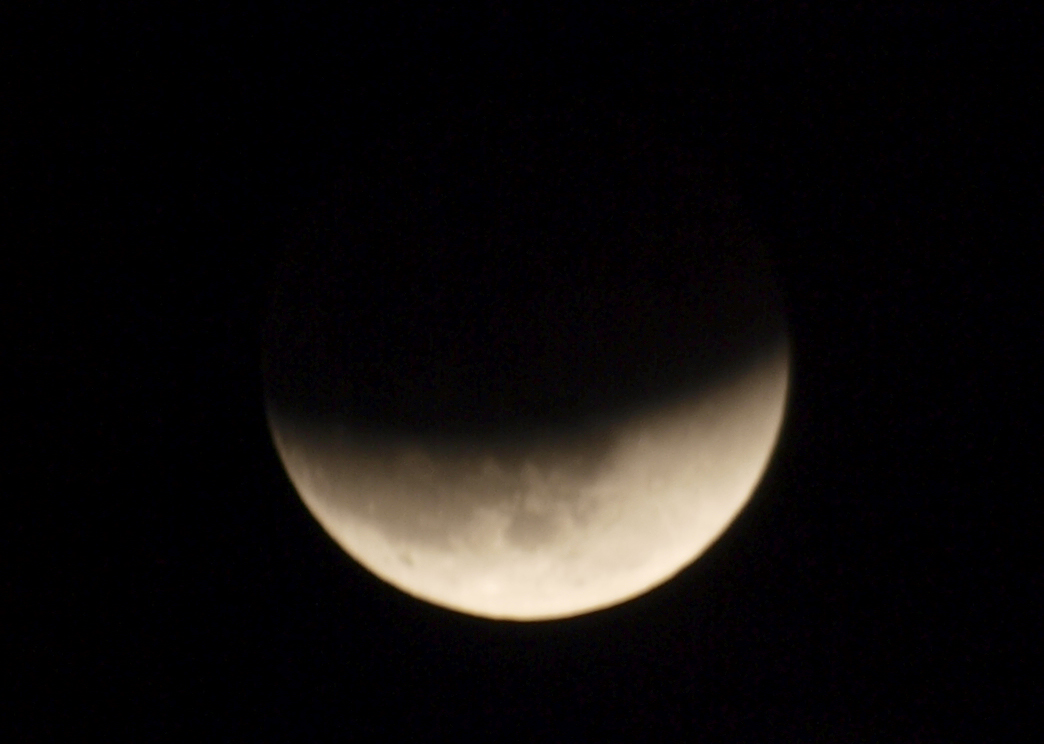
以色列中央區莫迪因馬加比勒特的月偏食
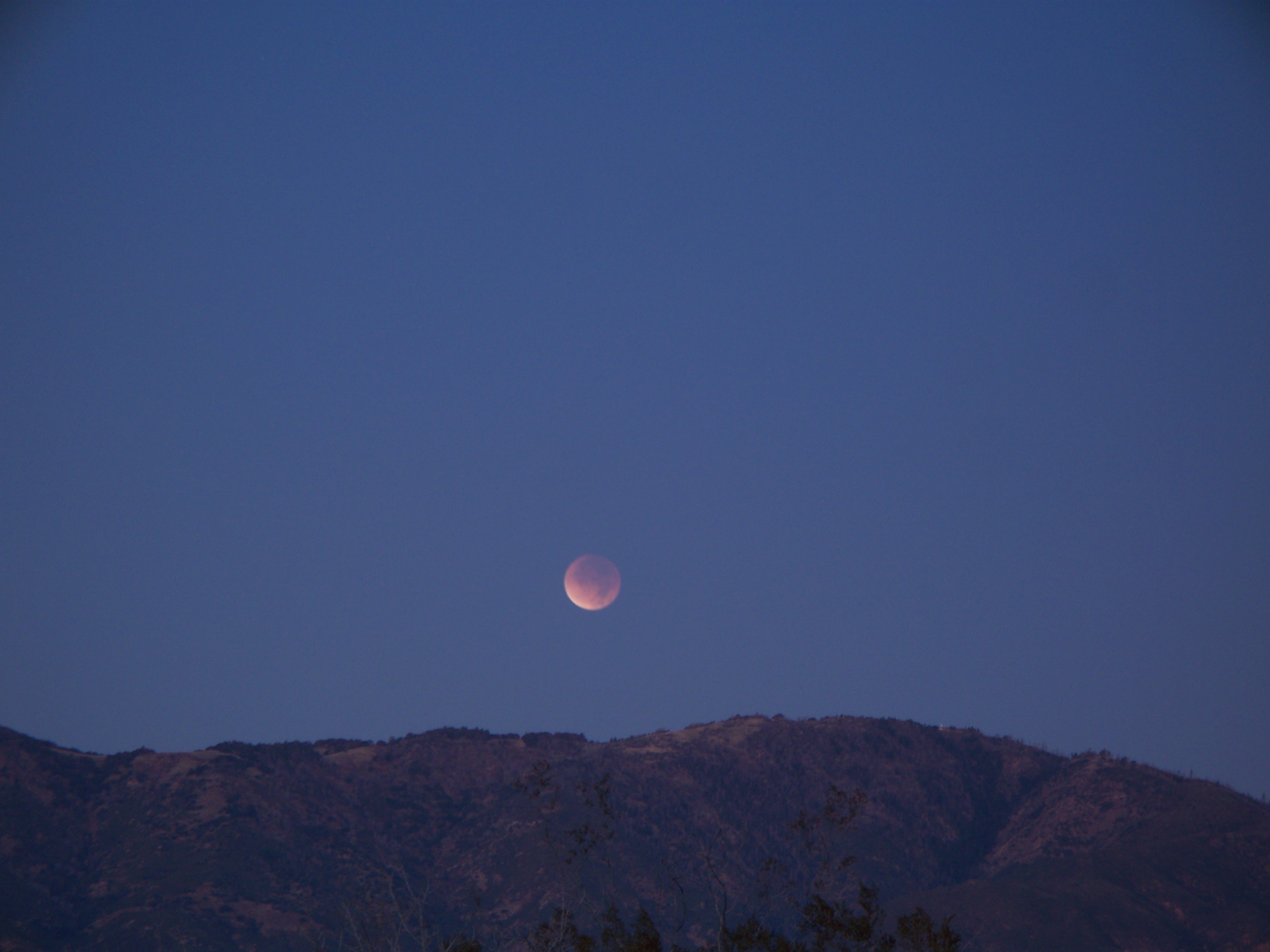
墨西哥下加利福尼亞州的月全食
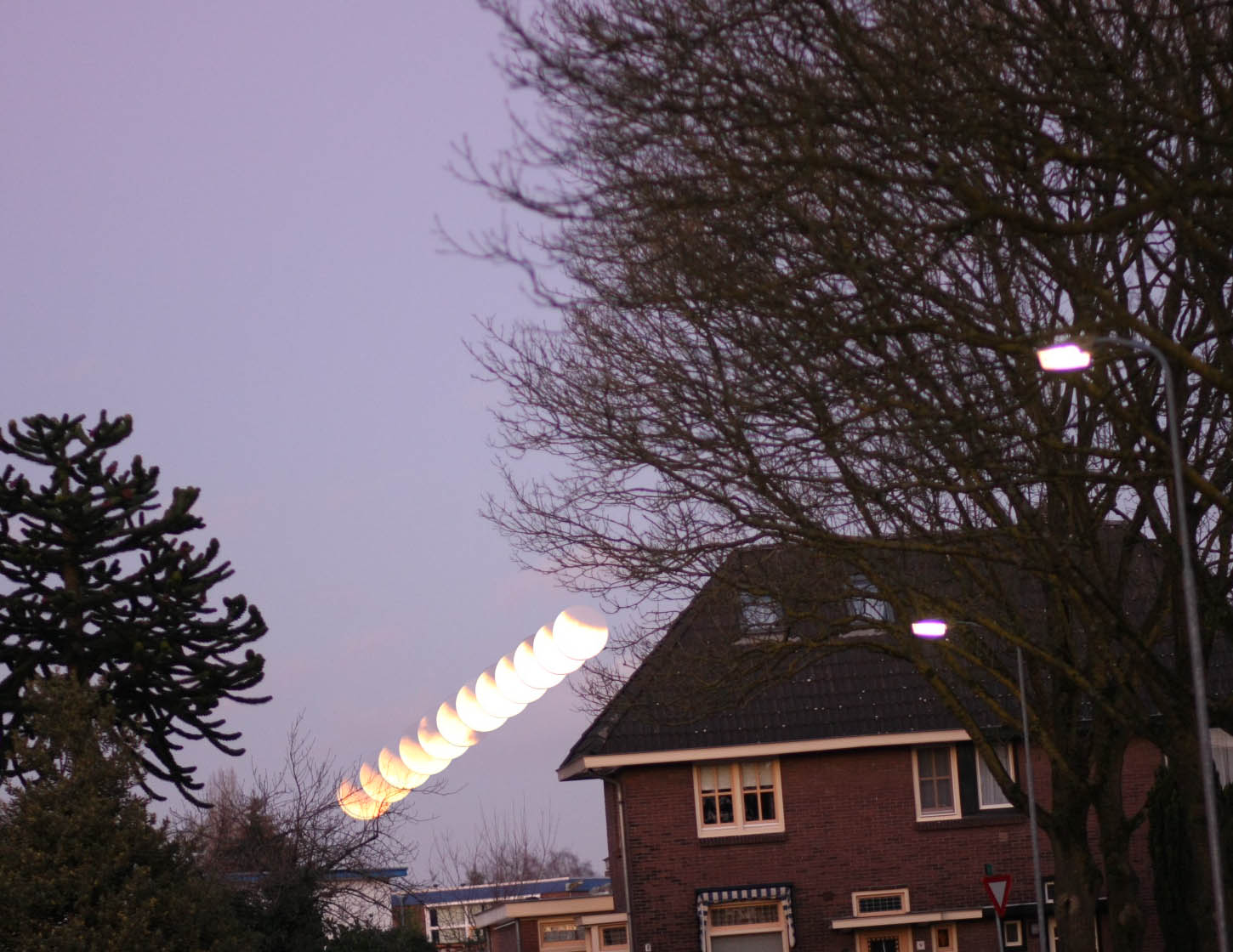
荷蘭的月偏食合成圖

## 外部連結
- 2011 Dec 10 chart: Eclipse Predictions by Fred Espenak, NASA/GSFC
- Hermit eclipse: 2011-12-10（页面存档备份，存于）